# Nathalie Péchalat
Nathalie Péchalat (* 22. Dezember 1983 in Rouen, Haute-Normandie) ist eine französische Eiskunstläuferin, die im Eistanz startet.

## Leben
Péchalats Eistanzpartner ist seit dem Jahr 2000 Fabian Bourzat. Das Eistanzpaar wurde vom ehemaligen Eistänzer und Trainer Muriel Zazoui zusammengebracht und wird heute von Alexander Schulin und Oleg Wolkow trainiert.
Péchalat und Bourzat debütierten 2004 bei Weltmeisterschaften, 2005 bei Europameisterschaften und 2006 bei Olympischen Spielen. Im Jahr 2008 schafften sie es erstmals unter die besten Zehn bei Welt- und Europameisterschaften. Dies gelang ihnen auch bei ihren zweiten Olympischen Spielen im Jahr 2010.
Nach zwei vierten Plätzen bei Europameisterschaften wurden Péchalat und Bourzat 2011 in Bern Europameister und gewannen damit ihre erste Medaille bei Welt- und Europameisterschaften. Bei der Weltmeisterschaft in Moskau lagen die französischen Meister von 2009 und 2011 nach dem Kurztanz auf dem dritten Rang, ein Sturz von Bourzat in ihrer bis dahin fehlerfreien Kür kostete sie am Ende die Bronzemedaille. Wie im Vorjahr wurden sie Vierte. Dennoch war die Saison 2010/11 die bislang erfolgreichste des Paares. Sie gewannen außerdem beide Grand-Prix-Wettbewerbe, bei denen sie antraten, namentlich die Trophée Eric Bompard und den Cup of China, und errangen die Silbermedaille beim Grand-Prix-Finale.
Bei der Europameisterschaft 2012 in Sheffield verteidigten Péchalat und Bourzat ihren Titel. Bei der Weltmeisterschaft 2012 in Nizza gewannen die Franzosen vor heimischer Kulisse im neunten Anlauf mit Bronze ihre langersehnte Weltmeisterschaftsmedaille.
2014 nahm sie an der fünften Staffel der französischen Tanzshow Danse avec les stars teil und erreichte den zweiten Platz.
Am 14. März 2020 wurde Péchalat auf einer außerordentlichen Versammlung zur Präsidentin des französischen nationalen Eissportverbands gewählt. Sie ist die erste Frau auf dieser Position.
Sie hat eine gemeinsame Tochter mit dem Filmschauspieler Jean Dujardin.

## Ergebnisse

### Eistanz

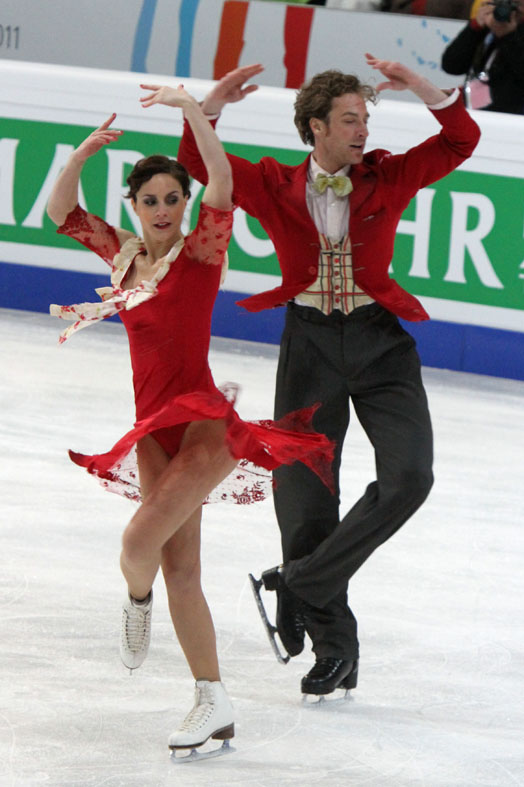
Péchalat und Bourzat bei der Europameisterschaft 2011

(mit Fabian Bourzat)
| Meisterschaft / Jahr           | 2001  | 2002  | 2003  | 2004  | 2005  | 2006  | 2007  | 2008  | 2009  | 2010  | 2011  | 2012  | 2013  | 2014  |
| ------------------------------ | ----- | ----- | ----- | ----- | ----- | ----- | ----- | ----- | ----- | ----- | ----- | ----- | ----- | ----- |
| Olympische Winterspiele        |       |       |       |       |       | 18.   |       |       |       | 7.    |       |       |       | 4.    |
| Weltmeisterschaften            |       |       |       | 20.   | 19.   | 15.   | 12.   | 7.    | 5.    | 4.    | 4.    | 3.    | 6.    |       |
| Europameisterschaften          |       |       |       |       | 12.   | 11.   |       | 5.    | 4.    | 4.    | 1.    | 1.    | WD    |       |
| Juniorenweltmeisterschaften    | 8.    | 6.    |       |       |       |       |       |       |       |       |       |       |       |       |
| Französische Meisterschaften   |       |       | 3.    | 3.    | 2.    | 2.    | 2.    |       | 1.    |       | 1.    | 1.    | 1.    | 1.    |
| -                              |       |       |       |       |       |       |       |       |       |       |       |       |       |       |
| Grand-Prix-Wettbewerb / Saison | 00/01 | 01/02 | 02/03 | 03/04 | 04/05 | 05/06 | 06/07 | 07/08 | 08/09 | 09/10 | 10/11 | 11/12 | 12/13 | 13/14 |
| Grand-Prix-Finale              |       |       |       |       |       |       |       | 6.    |       | 3.    | 2.    | 3.    | 3.    | 3.    |
| Skate America                  |       |       |       |       |       |       | 3.    | 2.    |       |       |       | 2.    |       |       |
| Skate Canada                   |       |       | 11.   |       |       |       |       |       | 3.    | 2.    |       | WD    |       |       |
| Cup of Russia                  |       |       |       |       |       | 5.    |       | 2.    |       |       |       |       |       |       |
| Cup of China                   |       |       |       | 7.    | 7.    |       |       |       |       |       | 1.    |       | 1.    | 1.    |
| NHK Trophy                     |       |       |       |       |       |       |       |       | 2.    |       |       |       |       |       |
| Trophée Eric Bompard           |       |       | 9.    | 8.    | 8.    | 5.    | 7.    |       |       | 2.    | 1.    | 2.    | 1.    | 3.    |